# Torneo de las Cinco Naciones 1928

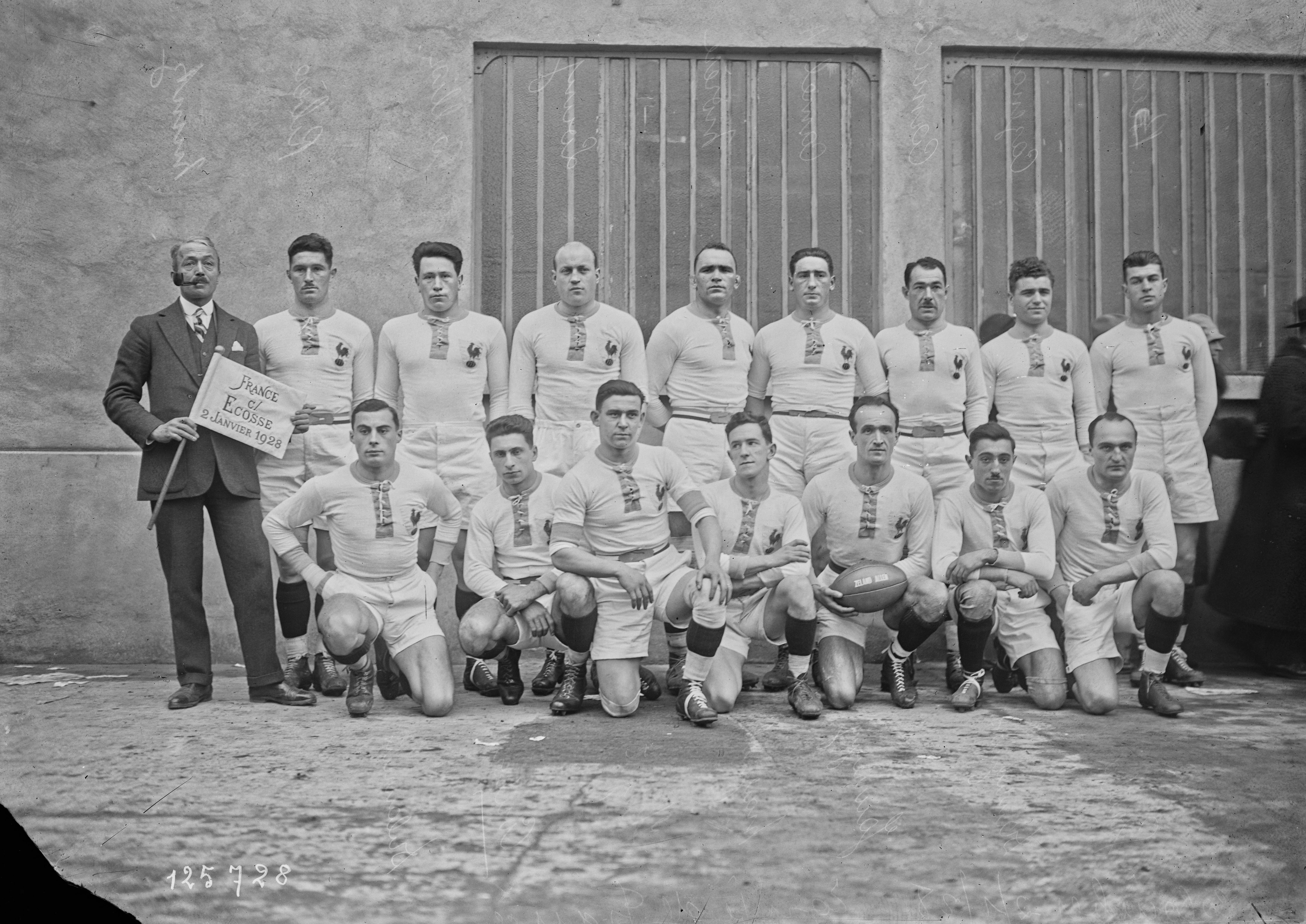
Francia vs Escocia en el torneo de las 5 naciones

El Torneo de las Cinco Naciones de 1928 (Five Nations Championship 1928) fue la 41° edición del principal Torneo de rugby del Hemisferio Norte.
El campeón del torneo fue el seleccionado de Inglaterra.

## Clasificación
| Lugar | Selección  | Partidos | Partidos | Partidos  | Partidos | Puntos  | Puntos    | Puntos | Tabla de puntos |
| Lugar | Selección  | Jugados  | Ganados  | Empatados | Perdidos | A favor | En contra | dif.   | Tabla de puntos |
| ----- | ---------- | -------- | -------- | --------- | -------- | ------- | --------- | ------ | --------------- |
| 1     | Inglaterra | 4        | 4        | 0         | 0        | 41      | 22        | +19    | 8               |
| 2     | Irlanda    | 4        | 3        | 0         | 1        | 44      | 30        | +14    | 6               |
| 3     | Gales      | 4        | 1        | 0         | 3        | 34      | 31        | +3     | 2               |
| 4     | Escocia    | 4        | 1        | 0         | 3        | 20      | 38        | -18    | 2               |
| 5     | Francia    | 4        | 1        | 0         | 3        | 30      | 48        | -18    | 2               |

## Resultados
| 2 de enero | Francia | 6 - 15 | Escocia | París, |  |

| 21 de enero | Gales | 8 - 10 | Inglaterra | Swansea, |  |

| 28 de enero | Irlanda | 12 - 8 | Francia | Belfast, |  |

| 4 de febrero | Escocia | 0 - 13 | Gales | Edimburgo, |  |

| 11 de febrero | Irlanda | 6 - 7 | Inglaterra | Dublín, |  |

| 25 de febrero | Inglaterra | 18 - 8 | Francia | Londres, |  |

| 25 de febrero | Escocia | 5 - 13 | Irlanda | Edimburgo, |  |

| 10 de marzo | Gales | 10 - 13 | Irlanda | Cardiff, |  |

| 17 de marzo | Inglaterra | 6 - 0 | Escocia | Londres, |  |

| 9 de abril | Francia | 8 - 3 | Gales | París, |  |

## Premios especiales
- Grand Slam:  Inglaterra
- Triple Corona:  Inglaterra
- Copa Calcuta:  Inglaterra